# Професионална гимназия по техника и електротехника „Христо Ботев“ (Монтана)
Професионалната гимназия по техника и електротехника „Христо Ботев“ в гр. Монтана е средно специално училище.
Има 4 основни специалности:
- „Компютърна техника и технологии“,
- „Програмно осигуряване“,
- „Компютърни мрежи“ и
- „Възобновяеми енергийни източници“

## История на училището
За нуждите на електротехническото производство в града и региона със заповед № Т – 21а от 11 август 1962 година е създадено първото в Северозападна България електротехническо училище – Техникум по електротехника, град Михайловград. За директор е назначен Симеон Момчилов, който заедно с първите 21 учители от 1 септември 1962 година организира приема на първите курсисти и подготвя първата учебна година. Тя започва в сградата на Икономическия техникум, където по това време заедно учат три училища. В началото липсват и най-елементарните условия за учебно-възпитателна дейност. Няма помещения за работилници и лаборатории, за машини и инструменти изобщо не може да се мисли, поради липсата на финанси. Непопълнените учителски места поради липса на специалисти се заемат от младежи, току-що завършили средното си образование и отбили военната си служба, без опит и педагогическа подготовка. Изправен пред тези трудности, колективът от учители и ученици не се стъписва, а започва сам да създава условията. Мазетата на Икономическия техникум са разчистени и с общ труд са превърнати в стругарска работилница и силнотокова работилница и лаборатория. Сградата до трафопостта при Черния мост е превърната в слаботокови работилници, метална и шлосерска работилница.
Оценявайки приноса на техникума в промишлеността в региона и бъдещите му перспективи, през 1966 година започва строежът на новата сграда. Строителните работници действат, но заедно с тях всеки ден са учителите и учениците. Сутрин – на училище, след обяд на новостроящата се сграда. Учебните занятия на 15 септември 1968 година започват в новата сграда. Започва благородна борба между учители, майстори и ученици кой кабинет ще бъде естетически най-добре оформен. Официалното откриване е на 4 ноември 1968 г.

## Випускници
- Златко Живков – кмет на град Монтана;
- Ивайло Алексиев – заместник областен управител;
- Татяна Петрова – началник РИО;
- инж.Теменужка Георгиева – дългогодишен директор на гимназията;
- инж.Гаврил Гаврилов – ЕСО ЕАД;
- инж.Любомир Езекиев – ЧЕЗ;
- Йордан Василев – депутат;
- инж. Данчо Ангелов – МБАЛ Монтана;
- инж. Николай Върбанов – директор ПГССМ;
- Теодор Тодоров– волейболист, състезател на националния отбор.